# Feytiat
Feytiat is een gemeente in het Franse departement Haute-Vienne (regio Nouvelle-Aquitaine). De plaats maakt deel uit van het arrondissement Limoges. Feytiat telde op 1 januari 2022 6.174 inwoners. Het is eigenlijk al een voorstad van Limoges, waarmee het veel van zijn geschiedenis deelt.

## Geografie
De oppervlakte van Feytiat bedroeg op 1 januari 2022 24,74 vierkante kilometer; de bevolkingsdichtheid was toen 249,6 inwoners per km². De Valoine, een zijrivier van de Vienne, stroomt door de gemeente.
De onderstaande kaart toont de ligging van Feytiat met de belangrijkste infrastructuur en aangrenzende gemeenten.

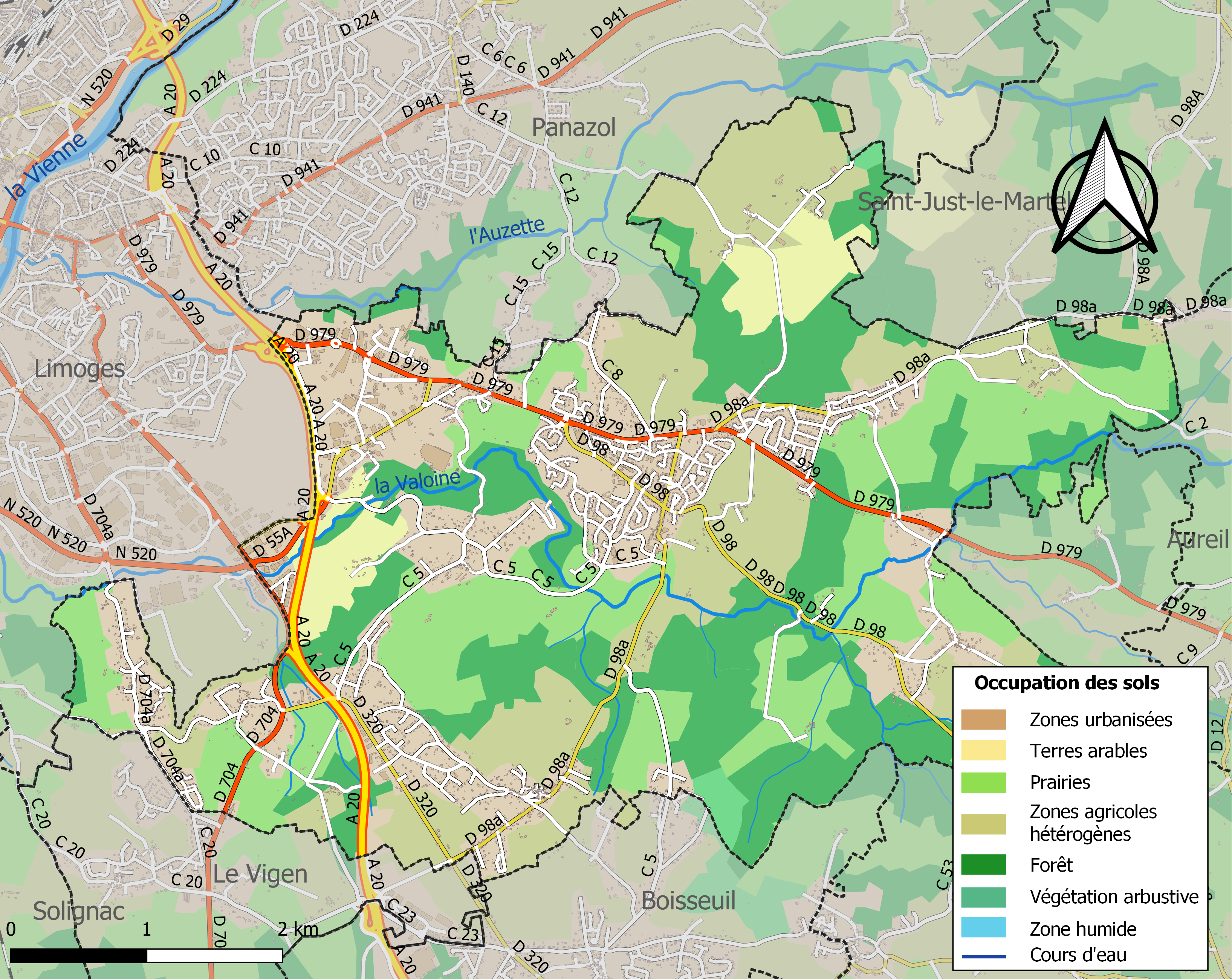

## Demografie
Onderstaande figuur toont het verloop van het inwonertal (bron: INSEE-tellingen).

## Geschiedenis en bezienswaardigheden

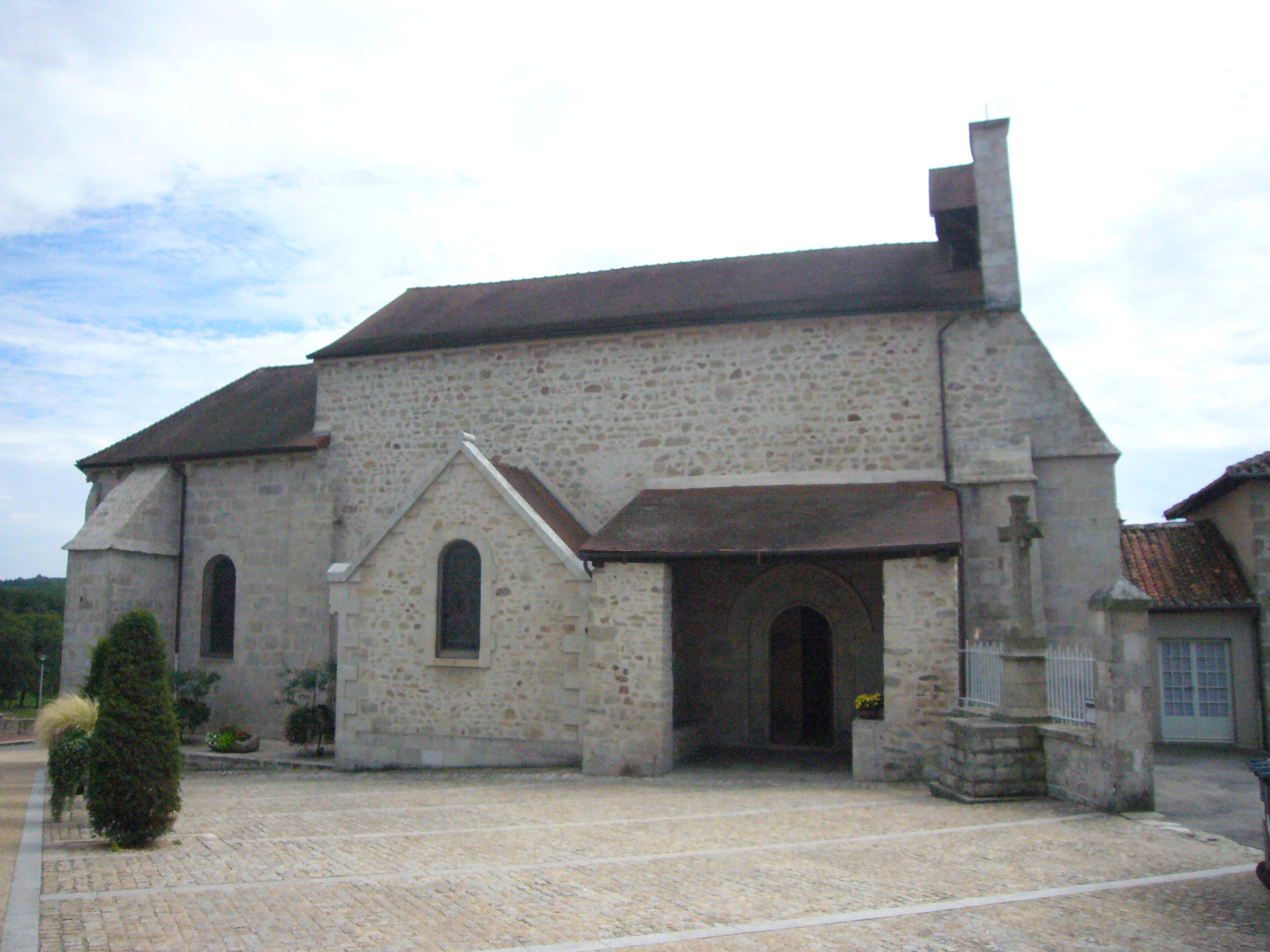
Kerk Saint Léger en Saint Clair

Feytiat (Festiacum, daarna Festiac) heeft een Gallo-Romeinse oorsprong. De Fontaine Saint Gaucher gaat terug op een heidens heiligdom uit de Gallo-Romeinse tijd. De bron lag bij een kruising van wegen tussen Solignac, Limoges en Saint Léonard. Ze werd gekerstend rond 1140 en werd een bedevaartsoord.
De romaanse kerk, gewijd aan Saint Léger en Saint Clair, dateert van de 11e en 12e eeuw. Het is een eenbeukige kerk met een verhoogd koor. De oorspronkelijke toren was bouwvallig en toen is tijdens de Franse Revolutie de huidige klokkengevel geplaatst, die afkomstig is van de voormalige priorij van Le Châtenet. In 1901 zijn twee zijkapellen bijgebouwd.
Iets buiten het stadje liggen de gebouwen van de voormalige priorij van Le Châtenet, gesticht door de heilige Stefanus van Muret rond 1120. Dit was een van de belangrijkste priorijen van de orde van Grandmont. De priorij is tijdens de Franse Revolutie onteigend en aan particulieren verkocht.